# Copa Bolivia 2025
La Copa Bolivia 2025, también conocida como «Copa Paceña» por motivos de patrocinio, es la 2.ª edición de la Copa Bolivia de Primera División. Esta edición otorgará al ganador un cupo directo a la Copa Libertadores 2026 como Bolivia 3; el subcampeón jugará la Copa Sudamericana 2026 como Bolivia 4.

## Sistema de juego
El torneo cuenta con un formato de grupos y un total de 134 partidos, que se disputan entre semana, en paralelo al Campeonato de la División Profesional (todos contra todos).
La fase de grupos está conformada por cuatro series de cuatro equipos cada una. La novedad de esta edición es que la primera fase tiene 14 fechas, con encuentros de ida y vuelta. Además, se disputan clásicos regionales, lo que añade un atractivo especial a la competencia.
El torneo también introduce un sistema de enfrentamientos en línea horizontal con otros grupos: cada equipo juega seis fechas (ida y vuelta) contra rivales de su grupo (en vertical) y otras seis jornadas ante equipos ubicados en la misma línea horizontal del sorteo. Por ejemplo, el equipo A1 se medirá con B1, C1 y D1.
Al término de las 14 fechas, los líderes de cada grupo avanzarán directamente a los cuartos de final. Los segundos y terceros disputarán un repechaje con los siguientes cruces:
- 2A vs. 3D
- 2B vs. 3C
- 2C vs. 3B
- 2D vs. 3A

Los ganadores del repechaje se enfrentarán en cuartos de final a los líderes de grupo en duelos de ida y vuelta. Luego, los clasificados avanzarán a semifinales y posteriormente a la gran final, que se disputará en diciembre.
El campeón de esta edición no solo levantará el trofeo y recibirá medallas, sino que también asegurará el boleto de Bolivia 3 para la Copa Libertadores 2026. Por su parte, el subcampeón obtendrá el cupo Bolivia 4 para la Copa Sudamericana 2026.

## Equipos participantes

### Información
| Equipo                  | Ciudad                  | Estadio                  | Capacidad | Proveedor          |
| ----------------------- | ----------------------- | ------------------------ | --------- | ------------------ |
| ABB                     | El Alto                 | Municipal de El Alto     | 25 000    | Drei               |
| Always Ready            | El Alto                 | Municipal de El Alto     | 25 000    | Marathon Sports    |
| Aurora                  | Cochabamba              | Félix Capriles           | 32 000    | Marathon Sports    |
| Blooming                | Santa Cruz de la Sierra | Ramón Aguilera Costas    | 38 500    | Marathon Sports    |
| Bolívar                 | La Paz                  | Hernando Siles           | 42 000    | Puma               |
| Guabirá                 | Montero                 | Gilberto Parada          | 18 000    | Forte Athletic     |
| G. V. San José          | Oruro                   | Jesús Bermúdez           | 33 000    | Arce Sport         |
| Independiente Petrolero | Sucre                   | Olímpico Patria          | 30 000    | Red White          |
| Jorge Wilstermann       | Cochabamba              | Félix Capriles           | 32 000    | Puma               |
| Nacional Potosí         | Potosí                  | Víctor Agustín Ugarte    | 30 000    | Willys Athletic    |
| Oriente Petrolero       | Santa Cruz de la Sierra | Ramón Aguilera Costas    | 38 500    | Marathon Sports    |
| Real Tomayapo           | Tarija                  | IV Centenario            | 20 000    | Textiles LEA       |
| San Antonio             | Entre Rios              | Carlos Villegas          | 17 000    | Forte Athletic     |
| The Strongest           | La Paz                  | Hernando Siles           | 42 000    | Marathon Sports    |
| Totora Real Oruro       | Oruro                   | Jesús Bermúdez           | 33 000    | Forte Athletic     |
| Universitario de Vinto  | Vinto                   | Municipal de Quillacollo | 8000      | Oxigeno wear sport |

## Justicia deportiva

### Listado de árbitros centrales
- Ángel Flores
- Juan Rapu Sairama
- Jorge Zeballos
- Edson Canedo
- Renán Castillo
- Ángel Flores
- Marco Ramírez
- Dilio Rodríguez
- Carlos García
- Juan Carlos Huanca
- Anyelo Maija
- José Mena Núñez
- Raúl Orosco
- Hostin Prado
- Williams Romero
- Porfidio Serrano
- Charles Terrazas
- Gustavo Vera Cardozo
- Rodolfo Vera Peñarrieta
- Ronald Villegas
- Miguel Balboa
- Gabriel Mendoza
- Guildo Quenta
- José Quintanilla
- Alejandra Quisbert
- Herlan Salazar
- Ramiro Ticona
- Álvaro Campos
- Cristian Condori
- Jonathan Mamani
- José Quintanilla
- Javier Revollo
- Gery Vargas
- Mijael López
- Jhonny Choque
- Ronald Mamani
- Weimar Nina
- Elvis Rodríguez
- Carlos Arteaga
- Juan Nelio García
- José Gutiérrez
- Juan Gutiérrez
- Ivo Méndez
- Santiago Silva
- Rafael Subirana
- Miguel Vargas
- Luis Villarroel
- Jordy Alemán
- Nelson Barro
- Cristian Cruz
- Jorge Justiniano
- Bladimir Rueda
- Héctor Sandoval

## Series

### Serie A
| Pos. | Equipo            | Pts. | PJ | G | E | P | GF | GC | Dif. | Clasificación  |
| ---- | ----------------- | ---- | -- | - | - | - | -- | -- | ---- | -------------- |
| 1    | Blooming          | 11   | 6  | 3 | 2 | 1 | 8  | 5  | +3   | Liguilla final |
| 2    | Jorge Wilstermann | 9    | 6  | 3 | 0 | 3 | 11 | 13 | −2   | Repechaje      |
| 3    | Nacional Potosí   | 7    | 6  | 2 | 1 | 3 | 10 | 9  | +1   | Repechaje      |
| 4    | Bolívar           | 7    | 6  | 2 | 1 | 3 | 9  | 11 | −2   |                |

Actualizado a los partidos jugados el 16 de agosto de 2025.
 Fuente: FBF

### Serie B
| Pos. | Equipo        | Pts. | PJ | G | E | P | GF | GC | Dif. | Clasificación  |
| ---- | ------------- | ---- | -- | - | - | - | -- | -- | ---- | -------------- |
| 1    | Real Oruro    | 10   | 6  | 2 | 4 | 0 | 7  | 4  | +3   | Liguilla final |
| 2    | Always Ready  | 8    | 6  | 2 | 2 | 2 | 13 | 8  | +5   | Repechaje      |
| 3    | The Strongest | 8    | 6  | 2 | 2 | 2 | 12 | 8  | +4   | Repechaje      |
| 4    | Real Tomayapo | 5    | 6  | 1 | 2 | 3 | 7  | 19 | −12  |                |

Actualizado a los partidos jugados el 13 de agosto de 2025.
 Fuente: FBF

### Serie C
| Pos. | Equipo                | Pts. | PJ | G | E | P | GF | GC | Dif. | Clasificación  |
| ---- | --------------------- | ---- | -- | - | - | - | -- | -- | ---- | -------------- |
| 1    | GV San José           | 9    | 6  | 2 | 3 | 1 | 12 | 7  | +5   | Liguilla final |
| 2    | ABB                   | 9    | 6  | 3 | 0 | 3 | 9  | 11 | −2   | Repechaje      |
| 3    | Aurora                | 8    | 6  | 2 | 2 | 2 | 9  | 13 | −4   | Repechaje      |
| 4    | San Antonio Bulo Bulo | 7    | 6  | 2 | 1 | 3 | 11 | 10 | +1   |                |

Actualizado a los partidos jugados el 30 de julio de 2025.
 Fuente: FBF

### Serie D
| Pos. | Equipo                  | Pts. | PJ | G | E | P | GF | GC | Dif. | Clasificación  |
| ---- | ----------------------- | ---- | -- | - | - | - | -- | -- | ---- | -------------- |
| 1    | Guabirá                 | 11   | 6  | 3 | 2 | 1 | 12 | 8  | +4   | Liguilla final |
| 2    | Oriente Petrolero       | 11   | 6  | 3 | 2 | 1 | 11 | 8  | +3   | Repechaje      |
| 3    | Universitario de Vinto  | 8    | 6  | 2 | 2 | 2 | 9  | 8  | +1   | Repechaje      |
| 4    | Independiente Petrolero | 3    | 6  | 1 | 0 | 5 | 2  | 10 | −8   |                |

Actualizado a los partidos jugados el 13 de agosto de 2025.
 Fuente: FBF

## Evolución de la clasificación
Nota: * Indica la posición del equipo con uno o varios partidos pendientes.

### Serie A
| Equipo / Fecha    | 01 | 02 | 03 | 04 | 05 | 06 | 07 | 08 | 09 | 10 | 11 | 12 | 13 | 14 |
| ----------------- | -- | -- | -- | -- | -- | -- | -- | -- | -- | -- | -- | -- | -- | -- |
| Blooming          | 1  | 3  | 1  | 2* | 1* | 1* |    |    |    |    |    |    |    |    |
| Bolívar           | 3  | 2  | 4  | 4* | 3* | 4* |    |    |    |    |    |    |    |    |
| Jorge Wilstermann | 2  | 1  | 2  | 3  | 4  | 2  |    |    |    |    |    |    |    |    |
| Nacional Potosí   | 4  | 4  | 3  | 1  | 2  | 3  |    |    |    |    |    |    |    |    |

### Serie B
| Equipo / Fecha | 01 | 02 | 03 | 04 | 05 | 06 | 07 | 08 | 09 | 10 | 11 | 12 | 13 | 14 |
| -------------- | -- | -- | -- | -- | -- | -- | -- | -- | -- | -- | -- | -- | -- | -- |
| Always Ready   | 2  | 4  | 3  | 3* | 3* | 3* |    |    |    |    |    |    |    |    |
| Real Oruro     | 3  | 3  | 1  | 1  | 1  | 1  |    |    |    |    |    |    |    |    |
| Real Tomayapo  | 4  | 2  | 4  | 4* | 4* | 4* |    |    |    |    |    |    |    |    |
| The Strongest  | 1  | 1  | 2  | 2  | 2  | 2  |    |    |    |    |    |    |    |    |

### Serie C
| Equipo / Fecha        | 01 | 02 | 03 | 04 | 05 | 06 | 07 | 08 | 09 | 10 | 11 | 12 | 13 | 14 |
| --------------------- | -- | -- | -- | -- | -- | -- | -- | -- | -- | -- | -- | -- | -- | -- |
| ABB                   | 4  | 2  | 1  | 1  | 1  | 2  |    |    |    |    |    |    |    |    |
| Aurora                | 1  | 1* | 2* | 4* | 3* | 3* |    |    |    |    |    |    |    |    |
| GV San José           | 3  | 4  | 3  | 2  | 2  | 1  |    |    |    |    |    |    |    |    |
| San Antonio Bulo Bulo | 2  | 3* | 4* | 3* | 4* | 4* |    |    |    |    |    |    |    |    |

### Serie D
| Equipo / Fecha          | 01 | 02 | 03 | 04 | 05 | 06 | 07 | 08 | 09 | 10 | 11 | 12 | 13 | 14 |
| ----------------------- | -- | -- | -- | -- | -- | -- | -- | -- | -- | -- | -- | -- | -- | -- |
| Guabirá                 | 1  | 1  | 1  | 2* | 2* | 2* |    |    |    |    |    |    |    |    |
| Independiente Petrolero | 3  | 4  | 4  | 4* | 4* | 4* |    |    |    |    |    |    |    |    |
| Oriente Petrolero       | 2  | 2  | 2  | 1  | 1  | 1  |    |    |    |    |    |    |    |    |
| Universitario de Vinto  | 4  | 3  | 3  | 3  | 3  | 3  |    |    |    |    |    |    |    |    |

## Resultados

### Fixture
| Fecha 1 | Fecha 1           | Fecha 1   | Fecha 1                 | Fecha 1               | Fecha 1     | Fecha 1 |
| Serie   | Local             | Resultado | Visitante               | Estadio               | Fecha       | Hora    |
| ------- | ----------------- | --------- | ----------------------- | --------------------- | ----------- | ------- |
| C       | GV San José       | 2 – 2     | San Antonio Bulo Bulo   | Jesús Bermúdez        | 29 de abril | 15:00   |
| C       | Aurora            | 2 – 1     | ABB                     | Félix Capriles        | 29 de abril | 18:00   |
| D       | Oriente Petrolero | 2 – 0     | Independiente Petrolero | Ramón Aguilera Costas | 29 de abril | 20:30   |
| D       | Guabirá           | 2 – 0     | Universitario de Vinto  | Gilberto Parada       | 30 de abril | 15:00   |
| B       | The Strongest     | 5 – 0     | Real Tomayapo           | Hernando Siles        | 30 de abril | 18:00   |
| A       | Blooming          | 2 – 0     | Nacional Potosí         | Ramón Aguilera Costas | 30 de abril | 20:30   |
| B       | Always Ready      | 1 – 1     | Real Oruro              | Municipal de El Alto  | 1 de mayo   | 15:00   |
| A       | Jorge Wilstermann | 3 – 2     | Bolívar                 | Félix Capriles        | 1 de mayo   | 17:30   |

| Fecha 2 | Fecha 2                 | Fecha 2   | Fecha 2           | Fecha 2              | Fecha 2     | Fecha 2 |
| Serie   | Local                   | Resultado | Visitante         | Estadio              | Fecha       | Hora    |
| ------- | ----------------------- | --------- | ----------------- | -------------------- | ----------- | ------- |
| A       | Jorge Wilstermann       | 3 – 4     | Nacional Potosí   | Félix Capriles       | 20 de mayo  | 18:00   |
| D       | Independiente Petrolero | 0 – 1     | Guabirá           | Olímpico Patria      | 20 de mayo  | 20:30   |
| D       | Universitario de Vinto  | 1 – 1     | Oriente Petrolero | Félix Capriles       | 21 de mayo  | 15:00   |
| B       | Real Tomayapo           | 3 – 2     | Always Ready      | IV Centenario        | 21 de mayo  | 18:00   |
| A       | Bolívar                 | 3 – 1     | Blooming          | Hernando Siles       | 21 de mayo  | 20:30   |
| C       | ABB                     | 2 – 1     | GV San José       | Municipal de El Alto | 22 de mayo  | 17:30   |
| B       | Real Oruro              | 1 – 1     | The Strongest     | Jesús Bermúdez       | 22 de mayo  | 20:00   |
| C       | San Antonio Bulo Bulo   | 5 – 2     | Aurora            | Dr. Carlos Villegas  | 30 de julio | 15:00   |

| Fecha 3 | Fecha 3                | Fecha 3   | Fecha 3                 | Fecha 3               | Fecha 3     | Fecha 3 |
| Serie   | Local                  | Resultado | Visitante               | Estadio               | Fecha       | Hora    |
| ------- | ---------------------- | --------- | ----------------------- | --------------------- | ----------- | ------- |
| C       | ABB                    | 3 – 1     | San Antonio Bulo Bulo   | Municipal de El Alto  | 24 de junio | 15:00   |
| D       | Universitario de Vinto | 3 – 0     | Independiente Petrolero | Félix Capriles        | 24 de junio | 17:30   |
| B       | Real Oruro             | 2 – 0     | Real Tomayapo           | Jesús Bermúdez        | 24 de junio | 20:00   |
| C       | Aurora                 | 2 – 2     | GV San José             | Félix Capriles        | 25 de junio | 18:00   |
| D       | Guabirá                | 3 – 3     | Oriente Petrolero       | Gilberto Parada       | 25 de junio | 20:30   |
| B       | Always Ready           | 2 – 1     | The Strongest           | Municipal de El Alto  | 26 de junio | 15:00   |
| A       | Nacional Potosí        | 3 – 0     | Bolívar                 | Víctor Agustín Ugarte | 26 de junio | 18:00   |
| A       | Blooming               | 2 – 0     | Jorge Wilstermann       | Gilberto Parada       | 26 de junio | 20:30   |

| C | Aurora            | 0 – 3 | San Antonio Bulo Bulo   | Félix Capriles       | 2 de julio   | 18:00 |
| D | Oriente Petrolero | 3 – 2 | Universitario de Vinto  | Gilberto Parada      | 2 de julio   | 20:30 |
| C | GV San José       | 5 – 0 | ABB                     | Jesús Bermúdez       | 3 de julio   | 15:00 |
| B | The Strongest     | 0 – 1 | Real Oruro              | Hernando Siles       | 3 de julio   | 18:00 |
| A | Jorge Wilstermann | 1 – 3 | Nacional Potosí         | Félix Capriles       | 4 de julio   | 18:00 |
| B | Always Ready      | 6 – 0 | Real Tomayapo           | Municipal de El Alto | 13 de agosto | 15:00 |
| D | Guabirá           | 3 – 1 | Independiente Petrolero | Gilberto Parada      | 13 de agosto | 20:30 |
| A | Blooming          | 1 – 1 | Bolívar                 | Gilberto Parada      | 16 de agosto | 15:00 |

| Fecha 5 | Fecha 5                 | Fecha 5   | Fecha 5                | Fecha 5         | Fecha 5     | Fecha 5 |
| Serie   | Local                   | Resultado | Visitante              | Estadio         | Fecha       | Hora    |
| ------- | ----------------------- | --------- | ---------------------- | --------------- | ----------- | ------- |
| C       | GV San José             | 1 – 1     | Aurora                 | Jesús Bermúdez  | 9 de julio  | 17:30   |
| C       | San Antonio Bulo Bulo   | 0 – 2     | ABB                    | Félix Capriles  | 10 de julio | 15:00   |
| A       | Bolívar                 | 2 – 1     | Nacional Potosí        | Hernando Siles  | 10 de julio | 18:00   |
| A       | Jorge Wilstermann       | 1 – 2     | Blooming               | Félix Capriles  | 10 de julio | 20:30   |
| D       | Independiente Petrolero | 0 – 1     | Universitario de Vinto | Olímpico Patria | 15 de julio | 19:00   |
| D       | Oriente Petrolero       | 2 – 1     | Guabirá                | Gilberto Parada | 16 de julio | 19:00   |
| B       | Real Tomayapo           | 1 – 1     | Real Oruro             | IV Centenario   | 17 de julio | 17:30   |
| B       | The Strongest           | 2 – 1     | Always Ready           | Hernando Siles  | 17 de julio | 20:00   |

| Fecha 6 | Fecha 6                 | Fecha 6   | Fecha 6           | Fecha 6                  | Fecha 6     | Fecha 6 |
| Serie   | Local                   | Resultado | Visitante         | Estadio                  | Fecha       | Hora    |
| ------- | ----------------------- | --------- | ----------------- | ------------------------ | ----------- | ------- |
| C       | ABB                     | 1 – 2     | Aurora            | Municipal de El Alto     | 25 de julio | 15:00   |
| B       | Real Oruro              | 1 – 1     | Always Ready      | Jesús Bermúdez           | 25 de julio | 18:00   |
| D       | Universitario de Vinto  | 2 – 2     | Guabirá           | Municipal de Quillacollo | 26 de julio | 15:00   |
| A       | Nacional Potosí         | 0 – 0     | Blooming          | Víctor Agustín Ugarte    | 26 de julio | 17:30   |
| D       | Independiente Petrolero | 1 – 0     | Oriente Petrolero | Olímpico Patria          | 26 de julio | 20:00   |
| C       | San Antonio Bulo Bulo   | 0 – 1     | GV San José       | Dr. Carlos Villegas      | 27 de julio | 15:00   |
| B       | Real Tomayapo           | 3 – 3     | The Strongest     | IV Centenario            | 27 de julio | 17:15   |
| A       | Bolívar                 | 1 – 2     | Jorge Wilstermann | Hernando Siles           | 27 de julio | 19:30   |

| Fecha 7 | Fecha 7   | Fecha 7   | Fecha 7 | Fecha 7 | Fecha 7 |
| Local   | Resultado | Visitante | Estadio | Fecha   | Hora    |
| ------- | --------- | --------- | ------- | ------- | ------- |
|         | vs.       |           |         |         |         |

| Fecha 14 | Fecha 14  | Fecha 14  | Fecha 14 | Fecha 14 | Fecha 14 |
| Local    | Resultado | Visitante | Estadio  | Fecha    | Hora     |
| -------- | --------- | --------- | -------- | -------- | -------- |
|          | vs.       |           |          |          |          |

| Fecha 8 | Fecha 8   | Fecha 8   | Fecha 8 | Fecha 8 | Fecha 8 |
| Local   | Resultado | Visitante | Estadio | Fecha   | Hora    |
| ------- | --------- | --------- | ------- | ------- | ------- |

| Fecha 9 | Fecha 9   | Fecha 9   | Fecha 9 | Fecha 9 | Fecha 9 |
| Local   | Resultado | Visitante | Estadio | Fecha   | Hora    |
| ------- | --------- | --------- | ------- | ------- | ------- |

| Fecha 10 | Fecha 10  | Fecha 10  | Fecha 10 | Fecha 10 | Fecha 10 |
| Local    | Resultado | Visitante | Estadio  | Fecha    | Hora     |
| -------- | --------- | --------- | -------- | -------- | -------- |

| Fecha 11 | Fecha 11  | Fecha 11  | Fecha 11 | Fecha 11 | Fecha 11 |
| Local    | Resultado | Visitante | Estadio  | Fecha    | Hora     |
| -------- | --------- | --------- | -------- | -------- | -------- |

| Fecha 12 | Fecha 12  | Fecha 12  | Fecha 12 | Fecha 12 | Fecha 12 |
| Local    | Resultado | Visitante | Estadio  | Fecha    | Hora     |
| -------- | --------- | --------- | -------- | -------- | -------- |

| Fecha 13 | Fecha 13  | Fecha 13  | Fecha 13 | Fecha 13 | Fecha 13 |
| Local    | Resultado | Visitante | Estadio  | Fecha    | Hora     |
| -------- | --------- | --------- | -------- | -------- | -------- |

### Tabla de resultados cruzados
| Local \ Visitante       | ABB | ALW | AUR | BLO | BOL | GUA | GVS | IND | WIL | SBB | NAC | ORI | TRO | TOM | STR | VIN |
| ----------------------- | --- | --- | --- | --- | --- | --- | --- | --- | --- | --- | --- | --- | --- | --- | --- | --- |
| ABB                     | —   |     | 1–2 | —   | —   | —   | 2–1 | —   | —   | 3–1 |     | —   |     | —   | —   |     |
| Always Ready            |     | —   |     |     | —   |     | —   | —   | —   | —   | —   | —   | 1–1 | 6–0 | 2–1 | —   |
| Aurora                  | 2–1 |     | —   |     | —   |     | 2–2 | —   | a   | 0–3 | —   | —   | —   | —   | —   | —   |
| Blooming                | —   |     |     | —   | 1–1 |     | —   | —   | 2–0 | —   | 2–0 | a   | —   | —   | —   | —   |
| Bolívar                 | —   | —   | —   | 3–1 | —   | —   | —   |     | 1–2 |     | 2–1 | —   | —   |     | a   | —   |
| Guabirá                 | —   |     |     |     | —   | —   | —   | 3–1 | —   | —   | —   | 3–3 | —   |     | —   | 2–0 |
| GV San José             | 5–0 | —   | 1–1 | —   | —   | —   | —   | —   |     | 2–2 | —   |     | —   |     |     | —   |
| Independiente Petrolero | —   | —   | —   | —   |     | 0–1 | —   | —   | —   |     |     | 1–0 | —   |     | —   | 0–1 |
| Jorge Wilstermann       | —   | —   | a   | 1–2 | 3–2 | —   |     | —   | —   | —   | 1–3 |     | —   | —   |     | —   |
| San Antonio Bulo Bulo   | 0–2 | —   | 5–2 | —   |     | —   | 0–1 |     | —   | —   | —   | —   | —   |     | —   |     |
| Nacional Potosí         |     | —   | —   | 0–0 | 3–0 | —   | —   |     | 3–4 | —   | —   | —   |     | —   | —   |     |
| Oriente Petrolero       | —   | —   | —   | a   | —   | 2–1 |     | 2–0 |     | —   | —   | —   | —   | —   |     | 3–2 |
| Real Oruro              |     | 1–1 | —   | —   | —   | —   |     | —   | —   | —   |     | —   | —   | 2–0 | 1–1 |     |
| Real Tomayapo           | —   | 3–2 | —   | —   |     |     | —   |     | —   |     | —   | —   | 1–1 | —   | 3–3 | —   |
| The Strongest           | —   | 2–1 | —   | —   | a   | —   |     | —   |     | —   | —   |     | 0–1 | 5–0 | —   | —   |
| Universitario de Vinto  |     | —   | —   | —   | —   | 2–2 | —   | 3–0 | —   |     |     | 1–1 | —   |     | —   | —   |

## Liguilla final

### Cuadro de desarrollo
|  | Repechaje   | Repechaje   | Repechaje   | Repechaje   | Repechaje   |  |  | Cuartos de final | Cuartos de final | Cuartos de final | Cuartos de final | Cuartos de final |  |  | Semifinales | Semifinales | Semifinales | Semifinales | Semifinales |  |  | Final       | Final       | Final       | Final       | Final       |  |
|  | A confirmar | A confirmar | A confirmar | A confirmar | A confirmar |  |  | A confirmar      | A confirmar      | A confirmar      | A confirmar      | A confirmar      |  |  | A confirmar | A confirmar | A confirmar | A confirmar | A confirmar |  |  | A confirmar | A confirmar | A confirmar | A confirmar | A confirmar |  |
|  |             |             |             |             |             |  |  |                  |                  |                  |                  |                  |  |  |             |             |             |             |             |  |  |             |             |             |             |             |  |
|  |             |             |             |             |             |  |  |                  |                  |                  |                  |                  |  |  |             |             |             |             |             |  |  |             |             |             |             |             |  |
|  | 3C          |             |             |             |             |  |  |                  |                  |                  |                  |                  |  |  |             |             |             |             |             |  |  |             |             |             |             |             |  |
|  |             |             |             |             |             |  |  |                  |                  |                  |                  |                  |  |  |             |             |             |             |             |  |  |             |             |             |             |             |  |
|  | 2B          |             |             |             |             |  |  |                  |                  |                  |                  |                  |  |  |             |             |             |             |             |  |  |             |             |             |             |             |  |
|  |             | Equipo      |             |             |             |  |  |                  |                  |                  |                  |                  |  |  |             |             |             |             |             |  |  |             |             |             |             |             |  |
|  |             |             |             |             |             |  |  |                  |                  |                  |                  |                  |  |  |             |             |             |             |             |  |  |             |             |             |             |             |  |
|  |             |             | 1A          |             |             |  |  |                  |                  |                  |                  |                  |  |  |             |             |             |             |             |  |  |             |             |             |             |             |  |
|  |             |             |             |             |             |  |  |                  |                  |                  |                  |                  |  |  |             |             |             |             |             |  |  |             |             |             |             |             |  |
|  |             |             |             |             |             |  |  |                  |                  |                  |                  |                  |  |  |             |             |             |             |             |  |  |             |             |             |             |             |  |
|  |             |             |             |             |             |  |  |                  |                  |                  |                  |                  |  |  |             |             |             |             |             |  |  |             |             |             |             |             |  |
|  |             |             |             |             |             |  |  |                  | Equipo           |                  |                  |                  |  |  |             |             |             |             |             |  |  |             |             |             |             |             |  |
|  |             |             |             |             |             |  |  |                  |                  |                  |                  |                  |  |  |             |             |             |             |             |  |  |             |             |             |             |             |  |
|  |             |             | Equipo      |             |             |  |  |                  |                  |                  |                  |                  |  |  |             |             |             |             |             |  |  |             |             |             |             |             |  |
|  | 3D          |             |             |             |             |  |  |                  |                  |                  |                  |                  |  |  |             |             |             |             |             |  |  |             |             |             |             |             |  |
|  |             |             |             |             |             |  |  |                  |                  |                  |                  |                  |  |  |             |             |             |             |             |  |  |             |             |             |             |             |  |
|  | 2A          |             |             |             |             |  |  |                  |                  |                  |                  |                  |  |  |             |             |             |             |             |  |  |             |             |             |             |             |  |
|  |             | Equipo      |             |             |             |  |  |                  |                  |                  |                  |                  |  |  |             |             |             |             |             |  |  |             |             |             |             |             |  |
|  |             |             |             |             |             |  |  |                  |                  |                  |                  |                  |  |  |             |             |             |             |             |  |  |             |             |             |             |             |  |
|  |             |             | 1B          |             |             |  |  |                  |                  |                  |                  |                  |  |  |             |             |             |             |             |  |  |             |             |             |             |             |  |
|  |             |             |             |             |             |  |  |                  |                  |                  |                  |                  |  |  |             |             |             |             |             |  |  |             |             |             |             |             |  |
|  |             |             |             |             |             |  |  |                  |                  |                  |                  |                  |  |  |             |             |             |             |             |  |  |             |             |             |             |             |  |
|  |             |             |             |             |             |  |  |                  |                  |                  |                  |                  |  |  |             |             |             |             |             |  |  |             |             |             |             |             |  |
|  |             |             |             |             |             |  |  |                  |                  |                  |                  |                  |  |  |             | Equipo      |             |             |             |  |  |             |             |             |             |             |  |
|  |             |             |             |             |             |  |  |                  |                  |                  |                  |                  |  |  |             |             |             |             |             |  |  |             |             |             |             |             |  |
|  |             |             | Equipo      |             |             |  |  |                  |                  |                  |                  |                  |  |  |             |             |             |             |             |  |  |             |             |             |             |             |  |
|  | 3A          |             |             |             |             |  |  |                  |                  |                  |                  |                  |  |  |             |             |             |             |             |  |  |             |             |             |             |             |  |
|  |             |             |             |             |             |  |  |                  |                  |                  |                  |                  |  |  |             |             |             |             |             |  |  |             |             |             |             |             |  |
|  | 2D          |             |             |             |             |  |  |                  |                  |                  |                  |                  |  |  |             |             |             |             |             |  |  |             |             |             |             |             |  |
|  |             | Equipo      |             |             |             |  |  |                  |                  |                  |                  |                  |  |  |             |             |             |             |             |  |  |             |             |             |             |             |  |
|  |             |             |             |             |             |  |  |                  |                  |                  |                  |                  |  |  |             |             |             |             |             |  |  |             |             |             |             |             |  |
|  |             |             | 1C          |             |             |  |  |                  |                  |                  |                  |                  |  |  |             |             |             |             |             |  |  |             |             |             |             |             |  |
|  |             |             |             |             |             |  |  |                  |                  |                  |                  |                  |  |  |             |             |             |             |             |  |  |             |             |             |             |             |  |
|  |             |             |             |             |             |  |  |                  |                  |                  |                  |                  |  |  |             |             |             |             |             |  |  |             |             |             |             |             |  |
|  |             |             |             |             |             |  |  |                  |                  |                  |                  |                  |  |  |             |             |             |             |             |  |  |             |             |             |             |             |  |
|  |             |             |             |             |             |  |  |                  | Equipo           |                  |                  |                  |  |  |             |             |             |             |             |  |  |             |             |             |             |             |  |
|  |             |             |             |             |             |  |  |                  |                  |                  |                  |                  |  |  |             |             |             |             |             |  |  |             |             |             |             |             |  |
|  |             |             | Equipo      |             |             |  |  |                  |                  |                  |                  |                  |  |  |             |             |             |             |             |  |  |             |             |             |             |             |  |
|  | 3B          |             |             |             |             |  |  |                  |                  |                  |                  |                  |  |  |             |             |             |             |             |  |  |             |             |             |             |             |  |
|  |             |             |             |             |             |  |  |                  |                  |                  |                  |                  |  |  |             |             |             |             |             |  |  |             |             |             |             |             |  |
|  | 2C          |             |             |             |             |  |  |                  |                  |                  |                  |                  |  |  |             |             |             |             |             |  |  |             |             |             |             |             |  |
|  |             | Equipo      |             |             |             |  |  |                  |                  |                  |                  |                  |  |  |             |             |             |             |             |  |  |             |             |             |             |             |  |
|  |             |             |             |             |             |  |  |                  |                  |                  |                  |                  |  |  |             |             |             |             |             |  |  |             |             |             |             |             |  |
|  |             |             | 1D          |             |             |  |  |                  |                  |                  |                  |                  |  |  |             |             |             |             |             |  |  |             |             |             |             |             |  |
|  |             |             |             |             |             |  |  |                  |                  |                  |                  |                  |  |  |             |             |             |             |             |  |  |             |             |             |             |             |  |
|  |             |             |             |             |             |  |  |                  |                  |                  |                  |                  |  |  |             |             |             |             |             |  |  |             |             |             |             |             |  |
|  |             |             |             |             |             |  |  |                  |                  |                  |                  |                  |  |  |             |             |             |             |             |  |  |             |             |             |             |             |  |
|  |             |             |             |             |             |  |  |                  |                  |                  |                  |                  |  |  |             |             |             |             |             |  |  |             |             |             |             |             |  |
|  |             |             |             |             |             |  |  |                  |                  |                  |                  |                  |  |  |             |             |             |             |             |  |  |             |             |             |             |             |  |

- La hora de cada encuentro corresponde al huso horario que rige a Bolivia (UTC-4).

### Repechaje
| Ida; Fecha a definir, --:-- |  | vs. |  |  |  |

| Vuelta; Fecha a definir, --:-- |  | vs. |  |  |  |

| Ida; Fecha a definir, --:-- |  | vs. |  |  |  |

| Vuelta; Fecha a definir, --:-- |  | vs. |  |  |  |

| Ida; Fecha a definir, --:-- |  | vs. |  |  |  |

| Vuelta; Fecha a definir, --:-- |  | vs. |  |  |  |

| Ida; Fecha a definir, --:-- |  | vs. |  |  |  |

| Vuelta; Fecha a definir, --:-- |  | vs. |  |  |  |

### Cuartos de final
| Ida; Fecha a definir, --:-- |  | vs. |  |  |  |

| Vuelta; Fecha a definir, --:-- |  | vs. |  |  |  |

| Ida; Fecha a definir, --:-- |  | vs. |  |  |  |

| Vuelta; Fecha a definir, --:-- |  | vs. |  |  |  |

| Ida; Fecha a definir, --:-- |  | vs. |  |  |  |

| Vuelta; Fecha a definir, --:-- |  | vs. |  |  |  |

| Ida; Fecha a definir, --:-- |  | vs. |  |  |  |

| Vuelta; Fecha a definir, --:-- |  | vs. |  |  |  |

### Semifinales
| Ida; Fecha a definir, --:-- |  | vs. |  |  |  |

| Vuelta; Fecha a definir, --:-- |  | vs. |  |  |  |

| Ida; Fecha a definir, --:-- |  | vs. |  |  |  |

| Vuelta; Fecha a definir, --:-- |  | vs. |  |  |  |

### Final
| Ida; Fecha a definir, --:-- |  | vs. |  |  |  |

| Vuelta; Fecha a definir, --:-- |  | vs. |  |  |  |

|                                 |
| Bandera de Bolivia              |
| Campeón Por definir 1.er título |